# (11628) Katuhikoikeda
(11628) Katuhikoikeda est un astéroïde de la ceinture principale.

## Description
(11628) Katuhikoikeda est un astéroïde de la ceinture principale. Il fut découvert le 13 novembre 1996 à Moriyama par Yasukazu Ikari. Il présente une orbite caractérisée par un demi-grand axe de 2,23 UA, une excentricité de 0,05 et une inclinaison de 6,4° par rapport à l'écliptique.

## Compléments